# Het schuimspook
Het schuimspook is het 197ste stripverhaal van Jommeke. Dit is het derde album waarin de drie heksen voorkomen. Scenarist is Jan Ruysbergh.

## Verhaal
De heksen Hakeneus, Pierehaar en Steketand nemen hun intrek in het kasteel van Achterberg. Ze zinnen op wraak. Met een zelf gemaakt drankje maken ze professor Gobelijn willoos en ontvoeren hem naar het kasteel. Daar moet hij een uitvinding maken waarmee iedereen in Zonnedorp het leven zuur kan gemaakt worden. Door toedoen van een blikseminslag ontstaat uit zijn experimenten een schuimspook dat de bevelen van de heksen opvolgt. Ze brengen de professor terug naar huis met de vliegende bol. Later herinnert hij zich niets meer van dit gebeuren. Het spook jaagt een aantal mensen de stuipen op het lijf, waaronder Marie, Kwak en Boemel, Filiberke en de Miekes. Jommeke en zijn vrienden zetten de jacht in op het schuimspook, ze krijgen het echter niet te pakken. De heksen slagen er zelfs in om Jommeke gevangen te nemen. Zijn vrienden proberen via de geheime onderaardse gang Jommeke te bevrijden maar worden ook gevangengenomen. Gobelijn herinnert zich weer alles. Hij maakt een middeltje zodat het schuimspook zich tegen de heksen keert en hen verjaagt.

## Achtergronden bij het verhaal
- Eerder kwamen de drie heksen al voor in album 14 en album 168. Deze komen later weer voor in Pannenkoeken van Pierehaar.
- In het kasteel hangt een schilderij van de koningin van Onderland.